# Kanton Bélâbre
Der Kanton Bélâbre war von 1790 bis 2015 ein französischer Wahlkreis im Arrondissement Le Blanc, im Département Indre und in der Region Centre-Val de Loire; sein Hauptort war Bélâbre.
Der Kanton war 280,97  km² groß und hatte (2009) 3261 Einwohner (Stand: 2012). 

## Gemeinden
| Gemeinde                  | Einwohner Jahr | Fläche km² | Bevölkerungsdichte | Postleitzahl | Code INSEE |
| ------------------------- | -------------- | ---------- | ------------------ | ------------ | ---------- |
| Bélâbre                   | 1019 (2013)    | –          | – Einw./km²        | 36370        | 36016      |
| Chalais                   | 159 (2013)     | –          | – Einw./km²        | 36370        | 36036      |
| Lignac                    | 538 (2013)     | –          | – Einw./km²        | 36370        | 36094      |
| Mauvières                 | 348 (2013)     | –          | – Einw./km²        | 36370        | 36114      |
| Prissac                   | 664 (2013)     | –          | – Einw./km²        | 36370        | 36168      |
| Saint-Hilaire-sur-Benaize | 355 (2013)     | –          | – Einw./km²        | 36370        | 36197      |
| Tilly                     | 144 (2013)     | –          | – Einw./km²        | 36310        | 36223      |